# 茎 (数学)
層の茎（けい，くき，英: stalk, ストーク）は，与えられた点のまわりでの層の振る舞いを捉える数学的構成である．

## 動機づけと定義
層は開集合上で定義されるが，基礎位相空間 X は点からなる．X の固定された一点 x における層の振る舞いを分離しようとすることは合理的である．概念的に言えば，点の小さい近傍を見ることでこれをする．x の十分小さい近傍を見れば，その小さい近傍上での層 {\displaystyle {\mathcal {F}}} の振る舞いはその点での {\displaystyle {\mathcal {F}}} の振る舞いと同じはずである．もちろん，1つの近傍だけでは十分小さくはなく，ある種の極限を取らなければならない．
正確な定義は以下のようである：{\displaystyle {\mathcal {F}}} の x における茎は，通常{\displaystyle {\mathcal {F}}_{x}} と書かれ，
{\displaystyle {\mathcal {F}}_{x}:=\varinjlim _{U\ni x}{\mathcal {F}}(U)}
である．ここで直極限は x を含むすべての開集合で添え字付けられ，順序関係は逆包含から誘導される（{\displaystyle U\supset V} のとき U < V）．直極限の定義（あるいは普遍性）により，茎の元は元 {\displaystyle x_{U}\in {\mathcal {F}}(U)} の同値類である，ただし2つのそのような切断 xU と xV は2つの切断の制限が x のある近傍上で一致するときに同値であると考える．

### 別の定義
茎を定義するある文脈では有用な別のアプローチがある．X の点 x を選び，i を一点空間 {x} の X への埋め込みとする．すると茎 {\displaystyle {\mathcal {F}}_{x}} は層 {\displaystyle i^{-1}{\mathcal {F}}} の逆像と同じである．一点空間 {x} の開集合は {x} と ∅ しかなく，空集合にはなんのデータもないことに注意．しかしながら，{x} 上，次を得る：
{\displaystyle i^{-1}{\mathcal {F}}(\{x\})=\varinjlim _{U\supseteq \{x\}}{\mathcal {F}}(U)=\varinjlim _{U\ni x}{\mathcal {F}}(U)={\mathcal {F}}_{x}.}

## 注意
ある圏 C に対しては茎を定義するのに使われる直極限が存在しないかもしれない．しかしながら，実際に現れるほとんどの圏に対しては存在する，例えば集合の圏や，アーベル群や環のような代数的対象のほとんどの圏で，それらはすなわち余完備である．
x を含む任意の開集合 U に対して自然な射 F(U) → Fx が存在する：それは F(U) における切断 s をその芽 (germ), すなわち直極限におけるその同値類に送る．これは芽の通常の概念の一般化であり，X 上の連続関数の層の茎を見ることで復元できる．

## 例
芽はある層に対して他の層よりも有用である．

### 定数層
ある集合あるいは群など S に付随した定数層 {\displaystyle {\underline {S}}} は各点において茎として同じ集合あるいは群を持つ：任意の点 x に対して，開連結近傍を選ぶ．連結開上の {\displaystyle {\underline {S}}} の切断は S に等しく，制限写像は恒等写像である．したがって直極限はつぶれて茎として S を生み出す．

### 解析関数の層
例えば，解析的多様体上の解析関数の層において，点における関数の芽は点の小さい近傍において関数を決定する．その理由は，芽は関数の冪級数展開を記録し，すべての解析関数は定義によりその冪級数に等しいからである．解析接続を用いて，点における芽が関数がいたるところ定義できるような任意の連結開集合上関数を決定することが分かる．（これはこの層のすべての制限写像が単射であることを意味しない！）

### 滑らかな関数の層
対照的に，滑らかな多様体上の滑らかな関数の層に対しては，芽は局所的な情報を含んではいるが，任意の開近傍上の関数を再構成するには十分ではない．例えば，f: R → R を原点のある近傍で恒等的に 1 で原点から遠く離れたところでは恒等的に 0 である隆起関数とする．原点を含む任意の十分小さい近傍上 f は恒等的に 1 なので，原点において，値が 1 の定数関数と同じ芽を持つ．f をその芽から再構成したいとしよう．f が隆起関数であると前もって知っていたとしてさえ，芽はその隆起がどのくらい大きいかを教えてくれない．芽が教えてくれることからは，隆起は無限に広くてもよい，つまり，f は値 1 の定数関数に等しいかもしれない．原点を含む小さい開近傍 U 上で f を再構成することさえできない，なぜならば f の隆起が U におさまっているかどうかとか隆起が大きくて f が U 上恒等的に 1 であるかどうかは分からないからである．
一方で，滑らかな関数の芽は値 1 の定数関数と関数 {\displaystyle 1+e^{-1/x^{2}}} を区別することはできる，なぜならば後者の関数は原点のどんな近傍においても恒等的に 1 ではないからである．この例は芽は関数の冪級数展開よりも多くの情報を含んでいることを示している，なぜならば{\displaystyle 1+e^{-1/x^{2}}} の冪級数は恒等的に 1 だからである．（この追加の情報は原点における滑らかな関数の層の茎はネーター環ではないことと関係している．クルルの交叉定理によりこれはネーター環に対しては起こりえない．）

### 準連接層
アファインスキーム X = Spec A 上，素イデアル p に対応する点 x における A 加群 M に対応する準連接層 F の茎は単に局所化 Mp である．

### 摩天楼層
任意の位相空間上，閉点 x と群あるいは環 G に付随した摩天楼層は x 以外での茎は 0 で x では G である――名前摩天楼の所以である．同じ性質は問題の位相空間が T1 空間ならば任意の点 x に対して成り立つ，なぜならば T1 空間のすべての点は閉だからである．この性質は層の関手的移入分解を得るために代数幾何学において例えば使われるゴドマン分解の構成の基本である．

## 茎の性質
導入部で概説されたように，茎は層の局所的な振る舞いを捉える．層はその局所的な情報から決定されるものなので（貼り合わせの公理を参照），茎は層が持っているかなりの情報を捉えることが期待できる．これは実際正しい：
- 層の射がそれぞれ全単射，全射，単射であることと，すべての茎に誘導される射が同じ性質を持つことは同値である．（しかしながら，茎がすべて同型な2つの層が同型であるということは正しくない，なぜならば問題の層の間に写像が無いかもしれないからである．）

特に：
- （群の層を考えているとき）層が 0 であることと層の全ての茎が消えることは同値である．したがって，与えられた関手の完全性は茎上で考えればよく，どんどん小さい近傍に進むことができるためこれの方がしばしば容易である．

いずれの主張も前層に対しては間違いである．しかしながら，層と前層の茎はきつく結ばれている：
- 前層 P とその層化（英語版） F が与えられると，P と F の茎は一致する．